# Phylostenax himalus
Phylostenax himalus is een schietmot uit de familie Limnephilidae. De soort komt voor in het Oriëntaals gebied.